# 連邦住宅貸付銀行
連邦住宅貸付銀行(Federal Home Loan Banks ;FHLBank)は住宅ローンや中小企業、農村、農業、経済開発の融資を行うアメリカの金融機関に対し安定し、需要に応じ、低コストの資金を提供する政府支援機関である。その加入者とともに、連邦住宅貸付銀行制度は、アメリカ国内において最大の地域金融や、住宅金融の源を形成している。

## 所有者
全国12の連邦住宅貸付銀行は全国50州、領土の8100を越える金融機関によって所有されている。連邦貸付銀行の株式は、これらの加入金融機関によって所有され、公開の場で取引されることは無い。加入するには金融機関は株式を購入しなければならない。見返りに、加入金融機関は低コストの融資へのアクセスと、持分に応じた配当を受ける。連邦貸付銀行は州や地方の収入税は免除されるが資産税の課税対象になる。連邦貸付銀行は住民に住宅をもたせたり、組合組織金融機関への援助を通して、地域共同体を援助する等の公的目的を持っているが、12行全て民間所有であり、納税者の支援は受けていない。

## 財務状況
2008年3月31日発表*
によると、2007年末時点で、12の連邦住宅貸付銀行あわせて1兆2,740億ドルの資産を持ち、銀行制度で融資された有担保ローンは68.7%の8,750億ドル、投資はそれに次ぐ2,990億ドル、加入者の不動産資産は920億ドルである。純利益は28億ドルで資本勘定は540億ドルである。低価格住宅への寄付は3億1,800万ドルである。
連邦貸付銀行の主な投資は国債、コマーシャルペーパー、不動産担保証券、公社債によって行われている。 2006年8月現在、12全ての銀行は、米国証券取引委員会に登録されており、財務諸表および、他の開示情報は証券取引委員会のWebページで公開されている。

## 歴史
世界恐慌当時の1932年に連邦住宅貸付銀行法が議会を通過し、連邦住宅貸付銀行制度が作られた。これは、貯蓄貸付組合等に資金を提供し、住宅ローンをより使いやすくすることを目的としていた。S&L危機を受けた1989年の金融機関改革救済執行法(FIRREA)により、連邦住宅貸付銀行理事会は解散し、過失責任の所在は、連邦住宅金融委員会(Federal Home Loan Board; FHLB)に移された。同時に、傘下の貯蓄金融機関およびその子会社の監督権限も財務省管轄下の金融監督局(Office of Thrift Supervison;OTS)に移された。FIRREAで同時に、連邦貸付銀行制度に商業銀行やクレジット・ユニオン(信用組合)を含む全ての連邦認可の金融機関が加入できるようになった。

### 個々の銀行
- アトランタ連邦住宅貸付銀行
- ボストン連邦住宅貸付銀行
- シカゴ連邦住宅貸付銀行
- シンナシティ連邦住宅貸付銀行
- ダラス連邦住宅貸付銀行
- デモイン連邦住宅貸付銀行
- インディアナポリス連邦住宅貸付銀行
- ニューヨーク連邦住宅貸付銀行
- ピッツバーグ連邦住宅貸付銀行
- サンフランシスコ連邦住宅貸付銀行
- シアトル連邦住宅貸付銀行
- トピカ連邦住宅貸付銀行